# XVIII koncert fortepianowy (KV 456)
XVIII Koncert fortepianowy B-dur 

18 Koncert na fortepian z towarzyszeniem orkiestry, jaki stworzył Wolfgang Amadeus Mozart. Skomponowany w lipcu 1784 roku w Wiedniu.
Jego części:
1. Allegro vivace (około 12 minut)
2. Andante un poco sostenuto (około 9 minut)
3. Allegro vivace (około 8 minut)